# Richard Brooker
Richard Brooker (Münster, 20 novembre 1954 – Londra, 8 aprile 2013) è stato uno stuntman, regista, attore, produttore e trapezista inglese, noto per il ruolo di Jason Voorhees in Week-end di terrore.

## Biografia
Ex trapezista, iniziò la sua carriera di attore quando venne selezionato per impersonare un essere psicotico, deforme, armato di 
machete per il film Week-end di terrore (1982), il serial killer Jason Voorhees. Brooker fu il primo attore a indossare una maschera da hockey, maschera che sarebbe poi diventata l'icona della serie. Durante le riprese indossava una felpa e jeans, con i quali compì tutta una serie di acrobazie.
In seguito apparve in piccoli ruoli cinematografici nei film Deathstalker (1983), Deep Sea Conspiracy (1987), e nella serie TV Trapper John (1984). Divenne in seguito regista per le serie di programmi divulgativi Bill Nye the Science Guy, lavorando anche come produttore su più canali e programmi sportivi, come Fox Sports, Polo e per spettacoli equestri.
Brooker morì l'8 aprile 2013 in seguito a un attacco cardiaco. Era apparso nell'episodio 7 della stagione 11 della serie Hell's Kitchen, che gli rese omaggio il 18 aprile 2013.